# Pterolophia apicefasciculata
Pterolophia apicefasciculata là một loài bọ cánh cứng trong họ Cerambycidae.